# Speicherstadtmuseum

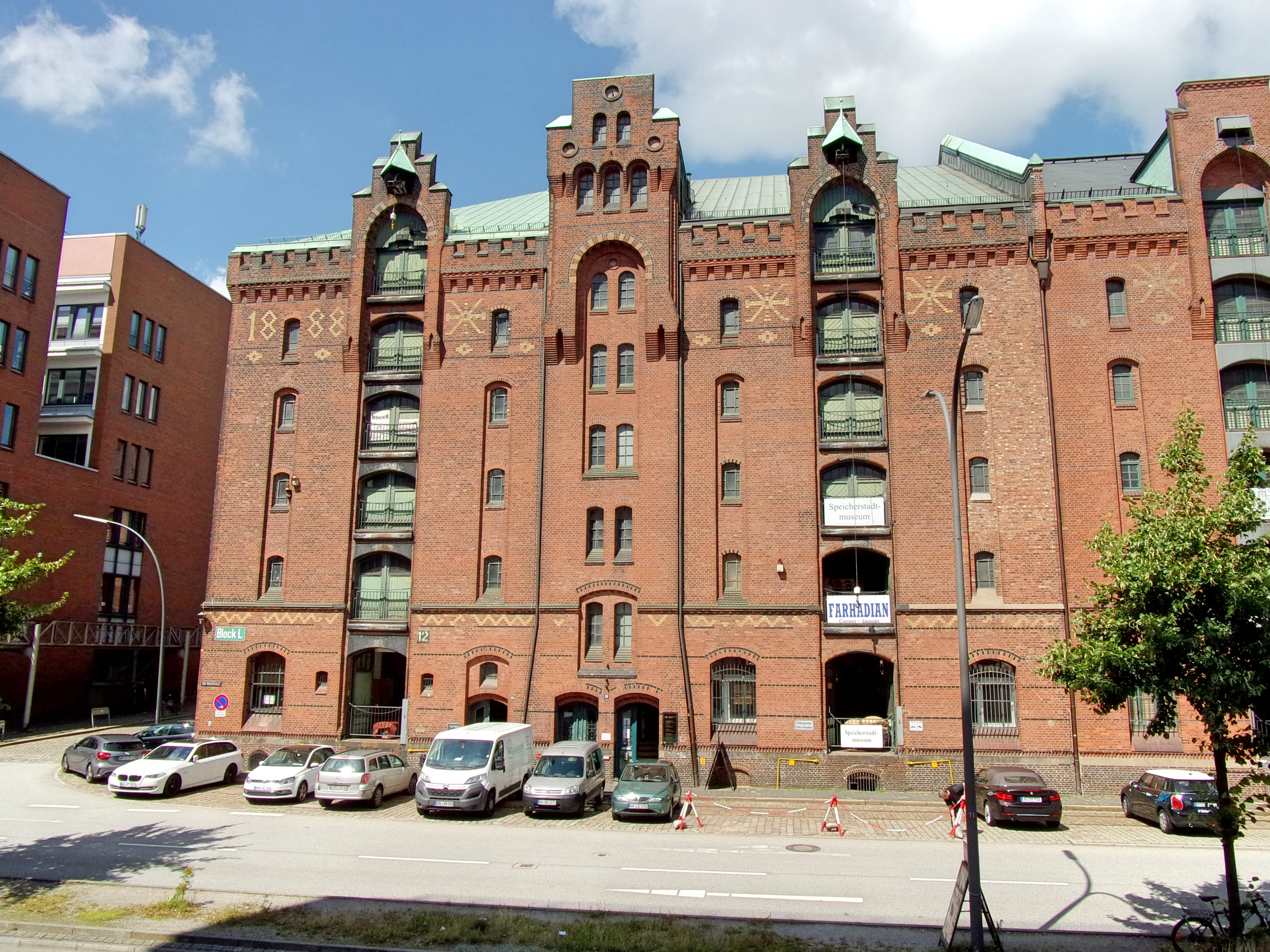
Speicherstadtmuseum im Block L (2017)

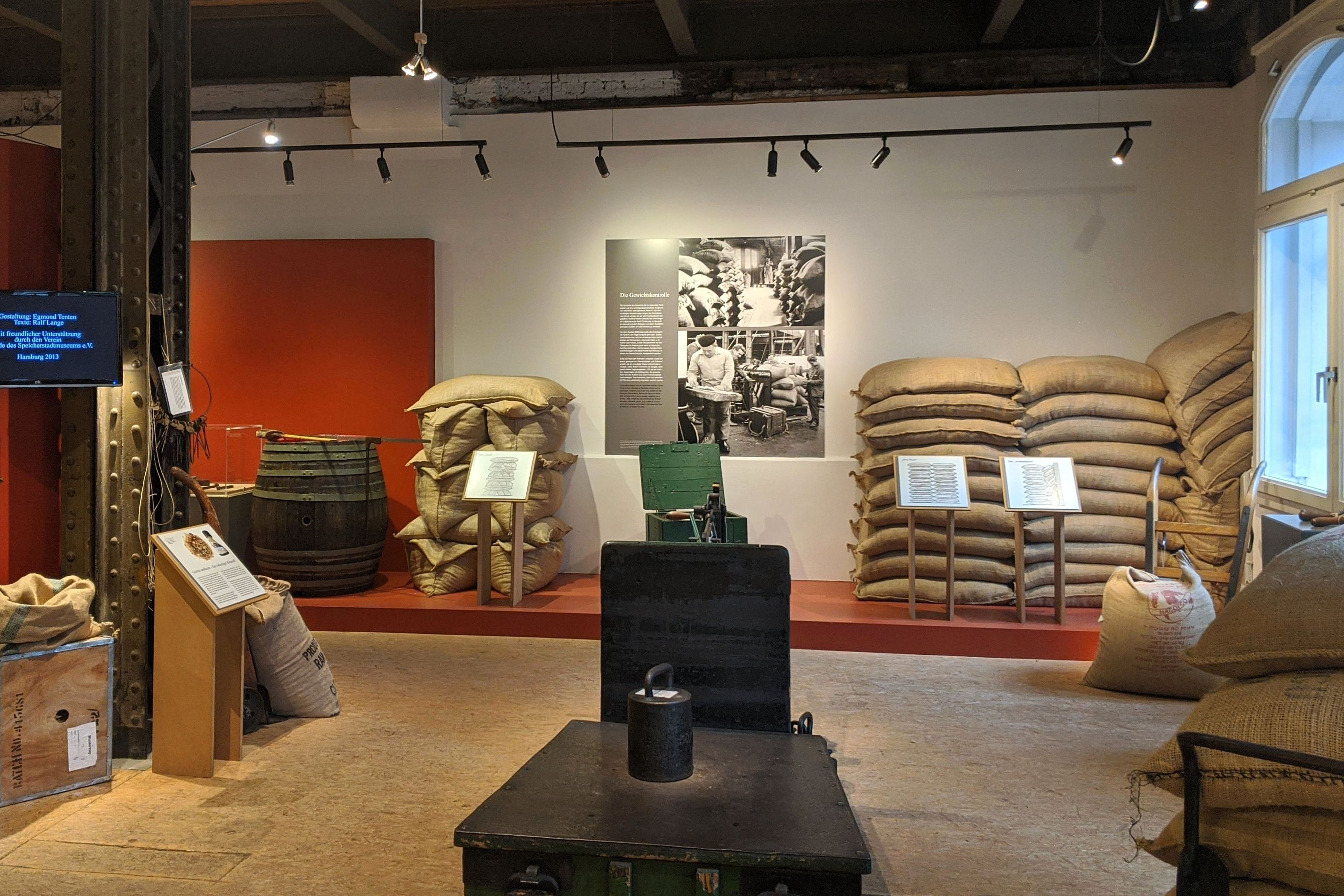
Blick in die Dauerausstellung (2020)

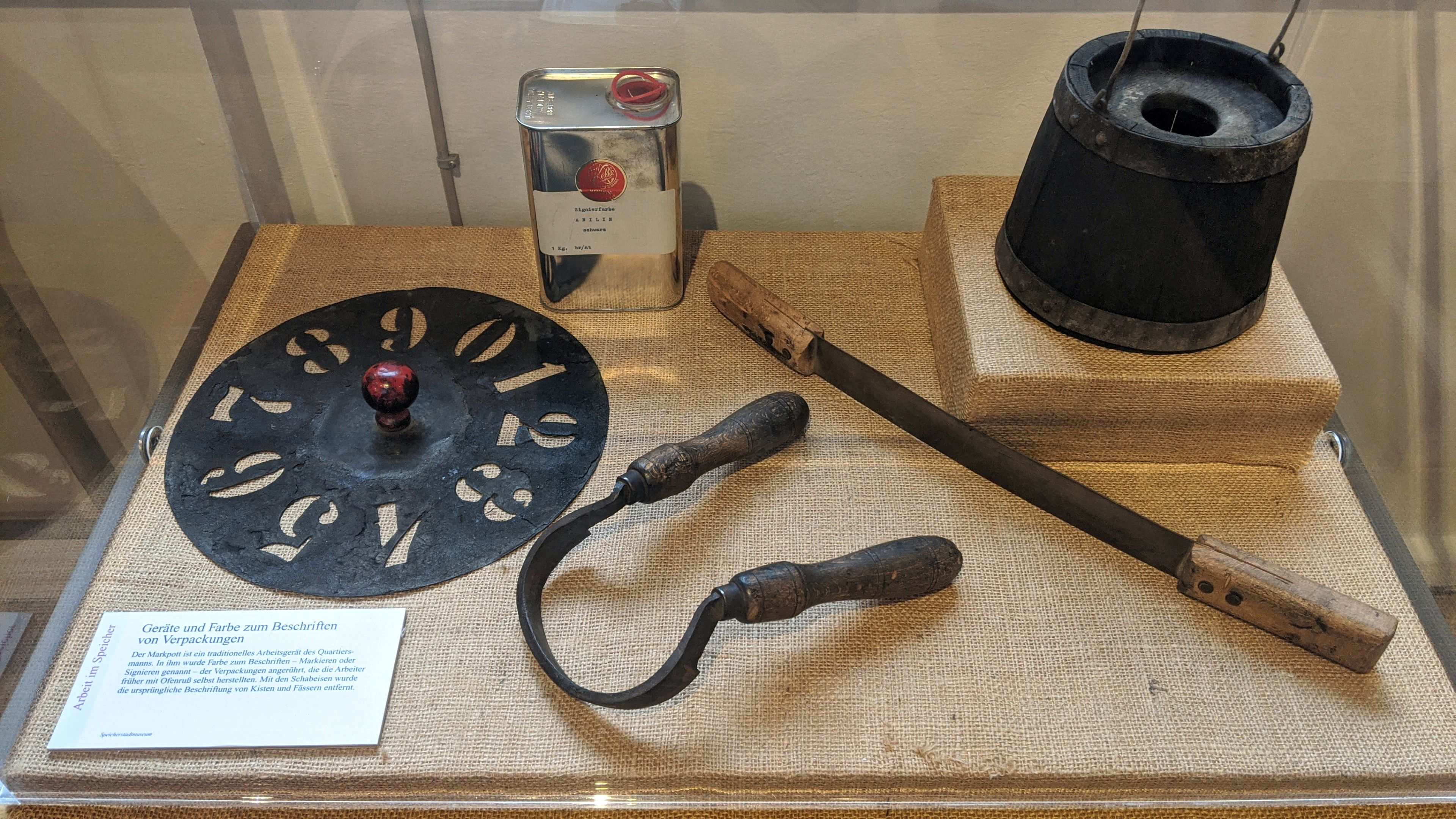
Werkzeuge zum Beschriften von Kisten, Fässern und anderen Verpackungen

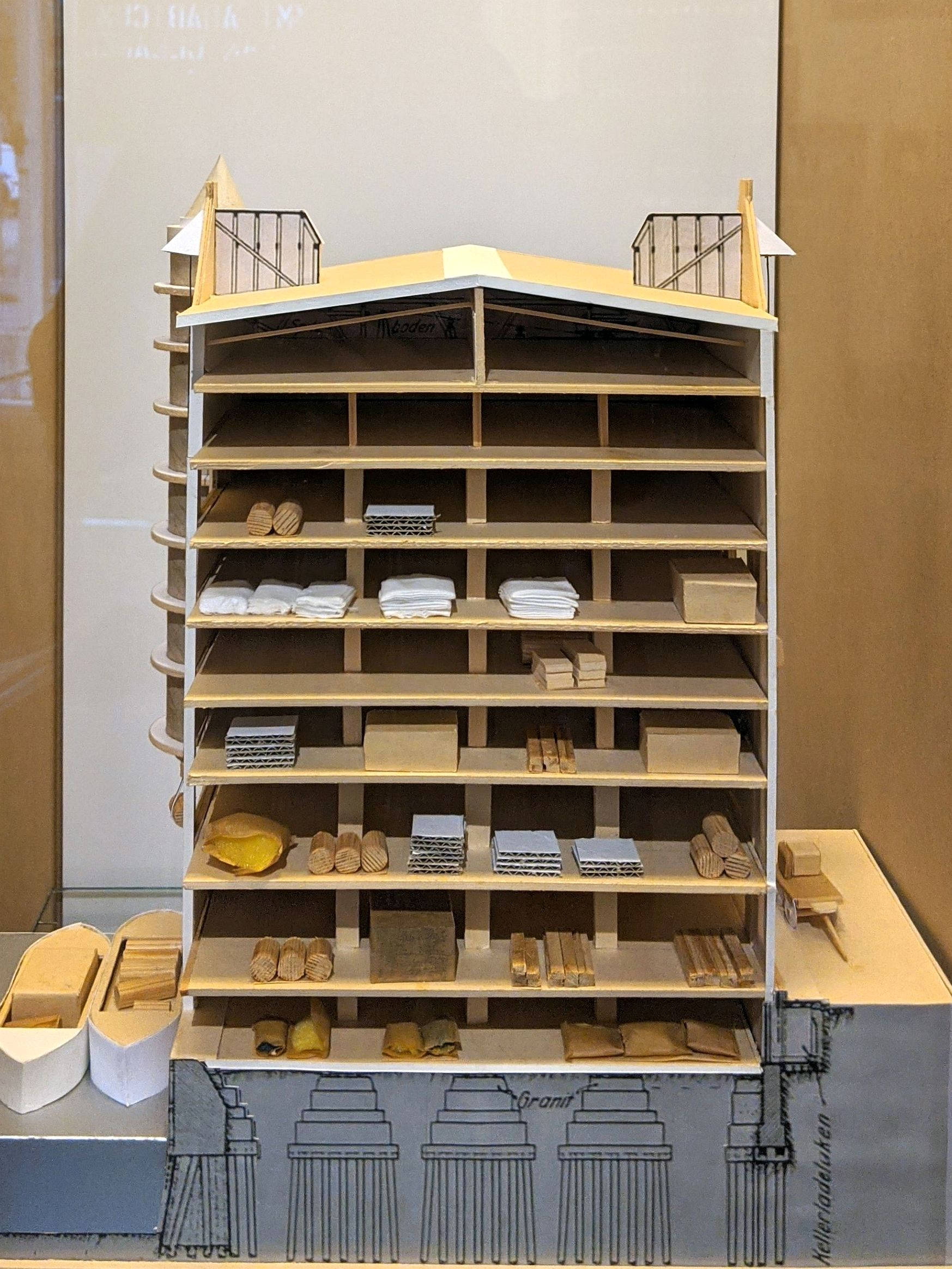
Konstruktionsmodell eines Speichers in der Ausstellung

Das Speicherstadtmuseum dokumentiert die Bau- und Nutzungsgeschichte der historischen Speicherstadt in Hamburg. Es befindet sich im Raum – gleich Erdgeschoss – des Speicherblocks L von 1888, der nach einem Entwurf des Hamburger Architekten Georg Thielen im Stil der Neogotik (Hannoversche Architekturschule) errichtet wurde und der in dem vom Speicherstadtmuseum genutzten Teil noch über die originale genietete Skelettkonstruktion aus Schmiedeeisen verfügt. Das Museum liegt verkehrsgünstig Am Sandtorkai 36 in der Nachbarschaft der HafenCity, der Modelleisenbahnanlage Miniatur Wunderland, des Hamburg Dungeon und des Gewürzmuseums und ist am besten über die U-Bahn-Linie 3 (Station Baumwall) erreichbar.

## Geschichte
Das Speicherstadtmuseum wurde 1995 als privat betriebene Außenstelle des Museums der Arbeit eröffnet, das zur Stiftung Historische Museen Hamburg gehört. Es ging aus der Ausstellung Speicherstadt – Baudenkmal und Arbeitsort seit 100 Jahren hervor, die im Sommer 1988 anlässlich des hundertjährigen Jubiläums der Speicherstadt erstmals gezeigt und im Sommer 1989 anlässlich des 800. Hafengeburtstags wiederholt wurde. Damals stellte die Quartiersmannsfirma Eichholtz & Consorten dem Museum der Arbeit zwei Lagerböden in Block R am St. Annenufer 2 auf dem 3. und 4. Boden kostenlos zur Verfügung. 1995 übernahmen Eichholtz & Cons. auch das Sponsoring für das neu gegründete Speicherstadtmuseum. Seit 1996 wird das Speicherstadtmuseum von der HHLA Hamburger Hafen und Logistik AG unterstützt. Seit Oktober 2011 befindet sich das Speicherstadtmuseum in Block L der Speicherstadt, Am Sandtorkai 36.

## Beschreibung
Im Zentrum der Dauerausstellung stehen die typischen Lagergüter und die Tätigkeiten der Quartiersleute, wie sich die Lagerhalter im Hamburger Hafen noch heute traditionsbewusst nennen, die Waren für Dritte – Handelshäuser oder verarbeitende Unternehmen – lagern. Anhand originaler Arbeitsgeräte und historischer Fotos, die die einzelnen Arbeitsschritte veranschaulichen, wird dargestellt, wie früher auf den Lagerböden hochwertige Kolonialwaren wie Kaffee, Tee, Kakao, Kautschuk oder Tabak gestapelt, gewogen, bemustert und sortiert wurden. Außerdem stellt das Museum den nahezu ausgestorbenen Beruf der Ewerführer vor, die die Waren mit einer Schute – einem Lastkahn – zu den Speichern transportiert haben.
Weitere zentrale Themen sind der Zollanschluss 1888 bzw. der Freihafen und die Baugeschichte der Speicherstadt, die von 1885 bis 1927 in drei Bauabschnitten errichtet wurde. Mit historischen Fotos und Plänen wird der ursprüngliche Zustand des Lagerhausviertels dokumentiert, das im Zweiten Weltkrieg schwere Schäden erlitt. Außerdem wird an die Brookinseln erinnert, die für den Bau der Speicherstadt abgebrochen wurden. Diese Inselgruppe lag zwar verkehrsgünstig an der Nahtstelle zwischen der City und den damaligen Seehäfen. Sie zählte aber auch rund 16.000 Einwohner und war um 1880 noch nahezu vollständig mit Häusern aus dem 17. und 18. Jahrhundert bebaut, so dass für den Bau der Speicherstadt ein erheblicher Teil der historischen Altstadt geopfert und die ursprüngliche Bevölkerung rücksichtslos verdrängt wurde.
Außerdem stellt das Museum die Geschichte des Hamburger Kaffeehandels dar, der sich vor allem in Block O konzentrierte. 1887 wurde hier die weltweit dritte Warenterminbörse für Rohkaffee nach New York und Le Havre eröffnet, so dass die Speicherstadt nicht nur ein bedeutendes Lagerviertel, sondern auch ein international führendes Handelszentrum war. Das Originalinventar einer Probierstube für die Verkostung von Tee belegt, dass früher auch Teehandelsfirmen zu den traditionellen Mietern der Speicherblöcke zählten. Das Inventar, das Deckeltassen, Schälchen, Musterdosen und Speikübel umfasst, wird noch heute für öffentliche Teeverkostungen benutzt.

## Öffentliche Sonderveranstaltungen und Führungen

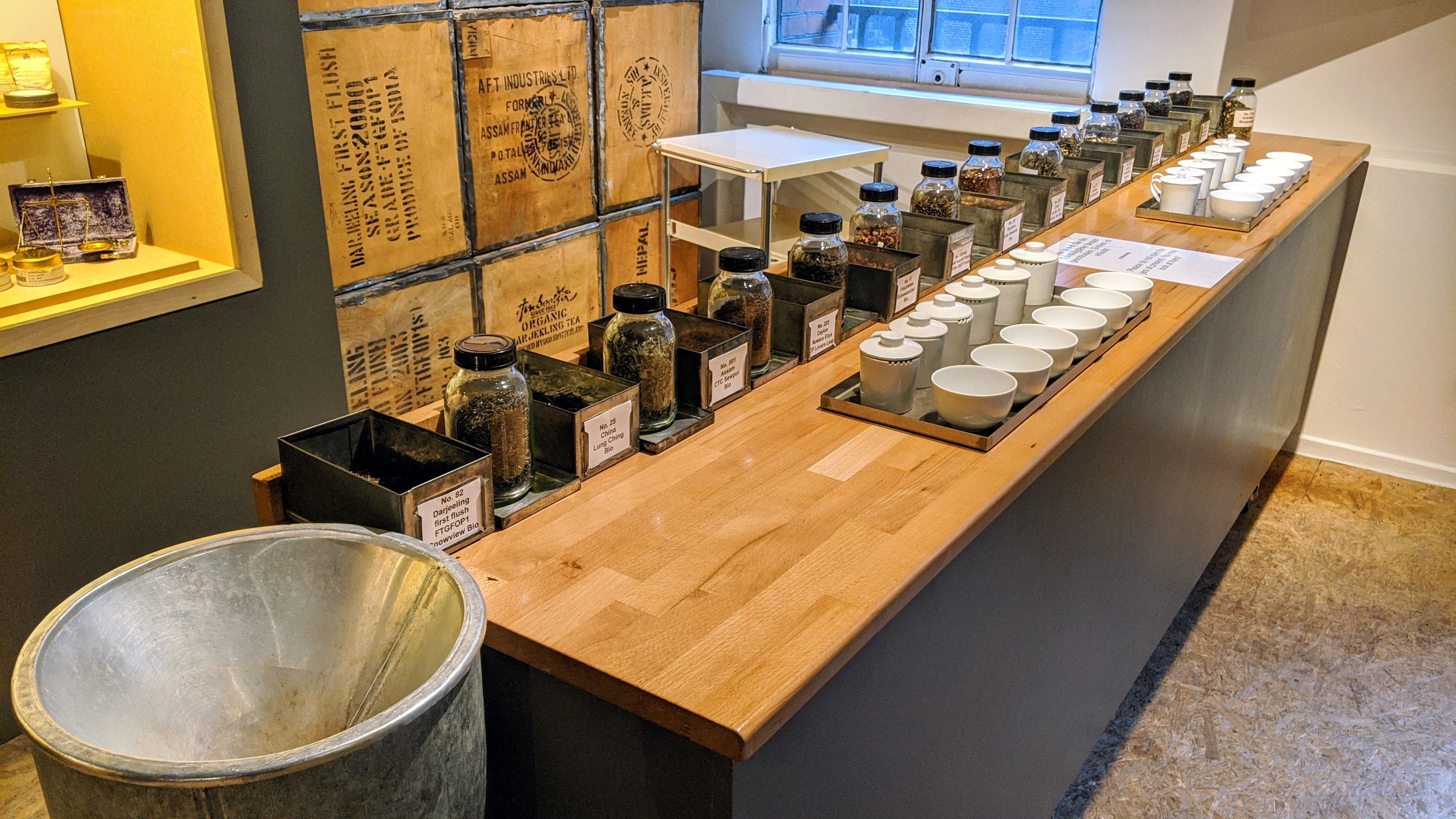
Tresen zur Teeverkostung

Im Speicherstadtmuseum finden regelmäßig öffentliche Sonderveranstaltungen wie Teeverkostungen oder Krimilesungen sowie öffentliche Rundgänge durch die Speicherstadt statt, die auch eine Führung durch die Dauerausstellung beinhalten. Außerdem bietet das Museum in den Schulferien öffentliche Führungen an – die „Entdeckertouren“ –, die sich gezielt an Kinder von 6 bis 12 Jahren in Begleitung Erwachsener richten.